# Laurent et Touzet
Laurent et Touzet war ein französischer Hersteller von Automobilen.

## Unternehmensgeschichte
Das Unternehmen aus Lyon begann 1900 mit der Produktion von Automobilen. Der Markenname lautete zumeist Quo Vadis, selten Laurent-Touzet. 1902 endete die Produktion.

## Fahrzeuge
Das einzige Modell war mit einem Zweizylindermotor von Aster ausgestattet. Das Besondere an den Fahrzeugen waren der Frontantrieb und die Lenkung, denn der gesamte Vorderwagen wurde gelenkt.